# ぶっこみミサイル!〜ホントに聞いちゃっていいの?〜
『ぶっこみミサイル!〜ホントに聞いちゃっていいの?〜』（ぶっこみミサイル! ホントにきいちゃっていいの?）とは、2020年11月7日の0:20 - 1:20にTBSテレビで放送された生放送バラエティ番組である。

## 出演者
司会
- 加藤浩次

進行役
- 山崎怜奈（乃木坂46）

### ゲスト
回答ゲスト
- 石破茂（衆議院議員）
- 堀江貴文（実業家）
- ヒカル（ユーチューバー）
- 青木源太（フリーアナウンサー）

ぶっこみ質問委員会
- 河北麻友子
- 古市憲寿
- 宮崎謙介
- 矢作兼（おぎやはぎ）

## ネット局
| 放送対象地域   | 放送局                    | 系列    | 放送日時                  | 遅れ                 |
| -------------- | ------------------------- | ------- | ------------------------- | -------------------- |
| 関東広域圏     | TBSテレビ（TBS）          | TBS系列 | 2020年11月6日 0:20 - 1:20 | 制作局               |
| 青森県         | 青森テレビ（ATV）         | TBS系列 | 2020年11月6日 0:20 - 1:20 | 同時ネット（生放送） |
| 岩手県         | IBC岩手放送（IBC）        | TBS系列 | 2020年11月6日 0:20 - 1:20 | 同時ネット（生放送） |
| 宮城県         | 東北放送（TBC）           | TBS系列 | 2020年11月6日 0:20 - 1:20 | 同時ネット（生放送） |
| 山形県         | テレビユー山形（TUY）     | TBS系列 | 2020年11月6日 0:20 - 1:20 | 同時ネット（生放送） |
| 福島県         | テレビユー福島（TUF）     | TBS系列 | 2020年11月6日 0:20 - 1:20 | 同時ネット（生放送） |
| 山梨県         | テレビ山梨（UTY）         | TBS系列 | 2020年11月6日 0:20 - 1:20 | 同時ネット（生放送） |
| 新潟県         | 新潟放送（BSN）           | TBS系列 | 2020年11月6日 0:20 - 1:20 | 同時ネット（生放送） |
| 長野県         | 信越放送（SBC）           | TBS系列 | 2020年11月6日 0:20 - 1:20 | 同時ネット（生放送） |
| 静岡県         | 静岡放送（SBS）           | TBS系列 | 2020年11月6日 0:20 - 1:20 | 同時ネット（生放送） |
| 富山県         | チューリップテレビ（TUT） | TBS系列 | 2020年11月6日 0:20 - 1:20 | 同時ネット（生放送） |
| 鳥取県・島根県 | 山陰放送（BSS）           | TBS系列 | 2020年11月6日 0:20 - 1:20 | 同時ネット（生放送） |
| 広島県         | 中国放送（RCC）           | TBS系列 | 2020年11月6日 0:20 - 1:20 | 同時ネット（生放送） |
| 愛媛県         | あいテレビ（itv）         | TBS系列 | 2020年11月6日 0:20 - 1:20 | 同時ネット（生放送） |
| 長崎県         | 長崎放送（NBC）           | TBS系列 | 2020年11月6日 0:20 - 1:20 | 同時ネット（生放送） |
| 熊本県         | 熊本放送（RKK）           | TBS系列 | 2020年11月6日 0:20 - 1:20 | 同時ネット（生放送） |

## スタッフ
- 企画・監修：秋元康
- ナレーション：落合福嗣
- 構成：堀江利幸、大平将貴、片岡章博、エモペイ
- TM：森和哉
- TD：荒井隆之、髙越潤
- カメラ：中村年正
- VE：愛川颯丈、吉田崇
- 音声：斉藤宏司、清宮拓
- LD：高木亘
- 中継TD：松本勝美、中沢強、渡邉直嗣、高木大介
- ロケ技術：名古屋東通、ライズアップ
- CGプロデューサー：八木真一郎
- CG：岩屋朝仁
- テロップ：望月貴仁
- 編集：T-TEX
- MA：井田須美子
- 音効：村松聡
- 美術P：澁谷政史
- 美術デザイナー：古賀福太郎
- 美術制作：岩谷孝平
- 装置：坂本進
- 操作：増田圭佑
- 電飾：西田和正
- ヘアメイク：永野あゆみ
- 衣装協力：D by D*Syoukei、KATRIN TOKYO
- 協力：渋谷エクセルホテル東急
- 編成：石原隆史、高市廉
- 宣伝：牧野洋平、小山陽介
- デスク：椿美貴子
- TK：伊藤佳加、五味真琴
- AD：澤田健三、藤田兼輔、望月雄矢、竹内宏輝、山田萌華
- AP：菊池絢子、和田敬子、神田聡美、竹井晶子
- ディレクター：福永勇樹、吉田康生、柿田隼、岩永紗代美、小林悦子、長谷川雄平、及能貴之
- 協力プロデューサー：磯野久美子、洲﨑大樹
- 演出：水野達也
- プロデューサー：樋江井彰敏、北山孝、山北剛士
- チーフプロデューサー：坂本義幸
- 制作協力：ジーヤマ
- 制作：TBSテレビコンテンツ制作局バラエティ制作1部
- 製作著作：TBS